# Kabuyenge (vattendrag, lat -2,62, long 30,30)
Kabuyenge är ett vattendrag i Burundi. Det ligger i den norra delen av landet, 130 kilometer nordost om huvudstaden Bujumbura.
Omgivningarna runt Kabuyenge är huvudsakligen savann. Runt Kabuyenge är det tätbefolkat, med 319 invånare per kvadratkilometer.